# Ломакін Гаврило Якимович
Гаврило Якимович Ломакін (25 березня [6 квітня] 1812, слобода Борисівка, Курська губернія — 9 травня [21 травня] 1885, Гатчина) — російський хоровий диригент і музичний діяч українського походження.

## Життєпис
Народився в сім'ї кріпосного селянина, був відпущений на волю графом Д. М. Шереметєвим. З 1822 співав у хоровій капелі графа Д. М. Шереметєва, де навчався також співу і хорового мистецтва у А. Сапієнца-сина. З 1830 став викладачем співу, а в 1850—1872 — керівником цієї ж капели. З 1874, після розпуску капели, керував чоловічим хором графа С. Д. Шереметєва. З його хором виступали В. М. Самойлов, П. А. Бартенєва, Є. А. Лавровська, Джованні Батіста Рубіні.
З 1830 одночасно викладав спів у багатьох навчальних закладах Санкт-Петербурга: Імператорській Придворній співацькій капелі (1848—1859), Катерининському інституті, Імператорському училищі правознавства, Олександрівському ліцеї, Пажеському корпусі та ін.
18 березня 1862 спільно з М. О. Балакірєвим заснував Безкоштовну музичну школу, що користувалася імператорським заступництвом, і керував нею до 28 січня 1868.